# Guilty (Noyz Narcos)
Guilty è il terzo album in studio del rapper italiano Noyz Narcos, pubblicato il 29 gennaio 2010 dalla Propaganda Records e distribuito dalla Universal Music Group.

## Descrizione
Prodotto interamente da Sine (eccetto L'ultima chiamata, prodotto da Fuzzy, Zoo de Roma, prodotto da Rough, e Grand Guignol, prodotto da Deleterio) il disco è stato missato e masterizzato al Quadraro Basement e contiene collaborazioni con artisti appartenenti alla scena mainstream dell'hip hop italiano quali Marracash, Fabri Fibra e i Club Dogo, oltre a quelli con gli artisti appartenenti al collettivo del rapper, come Metal Carter e Chicoria. L'introduzione è stata realizzata dal rapper statunitense Necro.
Guilty è stato promosso dai videoclip di quattro brani, pubblicati tra il 2010 e il 2012: Sotto indagine, Mosche nere, Nemico pubblico e Zoo de Roma.

## Tracce
1. From BK to RM (Intro by Necro) – 0:12
2. M3 – 1:52
3. Mosche nere – 3:10
4. Sotto indagine (feat. Duke Montana) – 2:46
5. Mi casa – 3:04
6. Role Models (feat. Club Dogo e DJ Gengis Khan) – 3:50
7. Nemico pubblico (feat. DJ Gengis Khan) – 3:12
8. Sepolti vivi (Prison Blues) (feat. Nex Cassel) – 3:36
9. Zoo de Roma – 3:07
10. Italian Psychos (feat. Fabri Fibra) – 2:17
11. Guilty – 3:26
12. Grand guignol (feat. Marracash) – 3:24
13. Nel teschio (feat. Duke Montana) – 2:58
14. L'ultima chiamata (feat. Duke Montana e Chicoria) – 3:15
15. Musica truce (feat. Metal Carter e Cole) – 4:13